# Хрест Оборони Львова
Хрест Оборони Львова (пол. Krzyż Obrony Lwowa) — військова пам'ятна відзнака Польської Республіки (1918—1939), якою нагороджувалися учасники боїв у місті Львові з 1 по 22 листопада 1918 року під час польсько-української війни.

## Опис
Орден являє собою рівнобедрений хрест з опуклими краями. У центрі розташований щит з гербом Львова, навколо якого є написи «Lwów» і дати «1.XI. 1918. 22.XI.».
- Хрест Оборони Львова з мечами. На нижньому промені лицьової сторони розташовано зменшене зображення ордена Virtuti Militari, а на бічних променях — схрещені мечі.
- Хрест Оборони Львова, існувала версія без мечів і зображення ордена Virtuti Militari.

Розміри ордена — 38×38 мм. Колір — срібний.
Знак ордена кріпився з лівого боку грудей на закрутці.